# Аллегории Денисова-Уральского
Аллегории Денисова-Уральского, «Воюющие державы», «Аллегорическая серия воюющих держав» — цикл статуэток, хранящийся в Пермской государственной художественной галерее. Статуэтки созданы из полудрагоценных камней и изображают участников Первой мировой войны.

## История
Скульптуры были созданы в Петрограде, в мастерской А. К. Денисова-Уральского в 1914—1916 годах. О причинах, побудивших его к созданию цикла, известно из авторской статьи, «Кровь на камне» в литературно-художественном альманахе «Аргус», опубликованной в преддверии открытия выставки в марте 1916 года. В качестве эпиграфа Денисов-Уральский взял цитату из Евангелия от Луки: «…Камни возопиют».
Как пишут исследователи творчества мастера, «по своей программности и масштабности эта работа не имеет себе аналогов в декоративно-прикладном искусстве того времени. Это первое известное нам произведение из цветных камней, созданное на острейшую тему дня. В образах этой серии нашёл своё отражение язык газетной и плакатной графики того времени, не создавая прямых аналогов, Денисов-Уральский использует некоторые карикатурные черты, созданные художниками на страницах газет и журналов».
После 1917 года через Петроградскую контору его друга, пермского купца Н. В. Мешкова, огромная коллекция камнереза, включавшая несколько тысяч предметов, была отправлена в его родной город, чтобы стать частью музея. Этот дар уцелел лишь частично — стала частью коллекции Пермского университета в 1920-х годах; в 1932 году скульптуры были переданы оттуда в Пермскую художественную галерею.
Впервые цикл был полностью опубликован в 2005 году. До этого серия «Воюющие державы» многими считалась плодом вымысла Ивана Ефремова — она является отправным моментом романа «Лезвие бритвы», где он описывает, совмещая факты и вымысел, открытие выставки Денисова-Уральского 5 марта 1916 года:

5 марта 1916 года в Петрограде, на Морской, открылась выставка известного художника и ювелира, собирателя самоцветных сокровищ Урала Алексея Козьмича Денисова-Уральского… Дальше британский лев золотисто-жёлтого кошачьего глаза; стройная фигурка девушки — Франции, исполненная из удивительно подобранных оттенков амазонита и яшмы; государственный русский орёл из горного хрусталя, отделанный золотом, с крупными изумрудами вместо глаз… Искусство художника-камнереза было поразительно. Не меньше восхищало редкостное качество камней, из которых были выполнены фигурки. Но вместе с тем становилось обидно, что такое искусство и материал потрачены на дешёвые карикатуры, годные для газетёнки-однодневки, «недопрочитанной, недораскрытой».

## Статуэтки

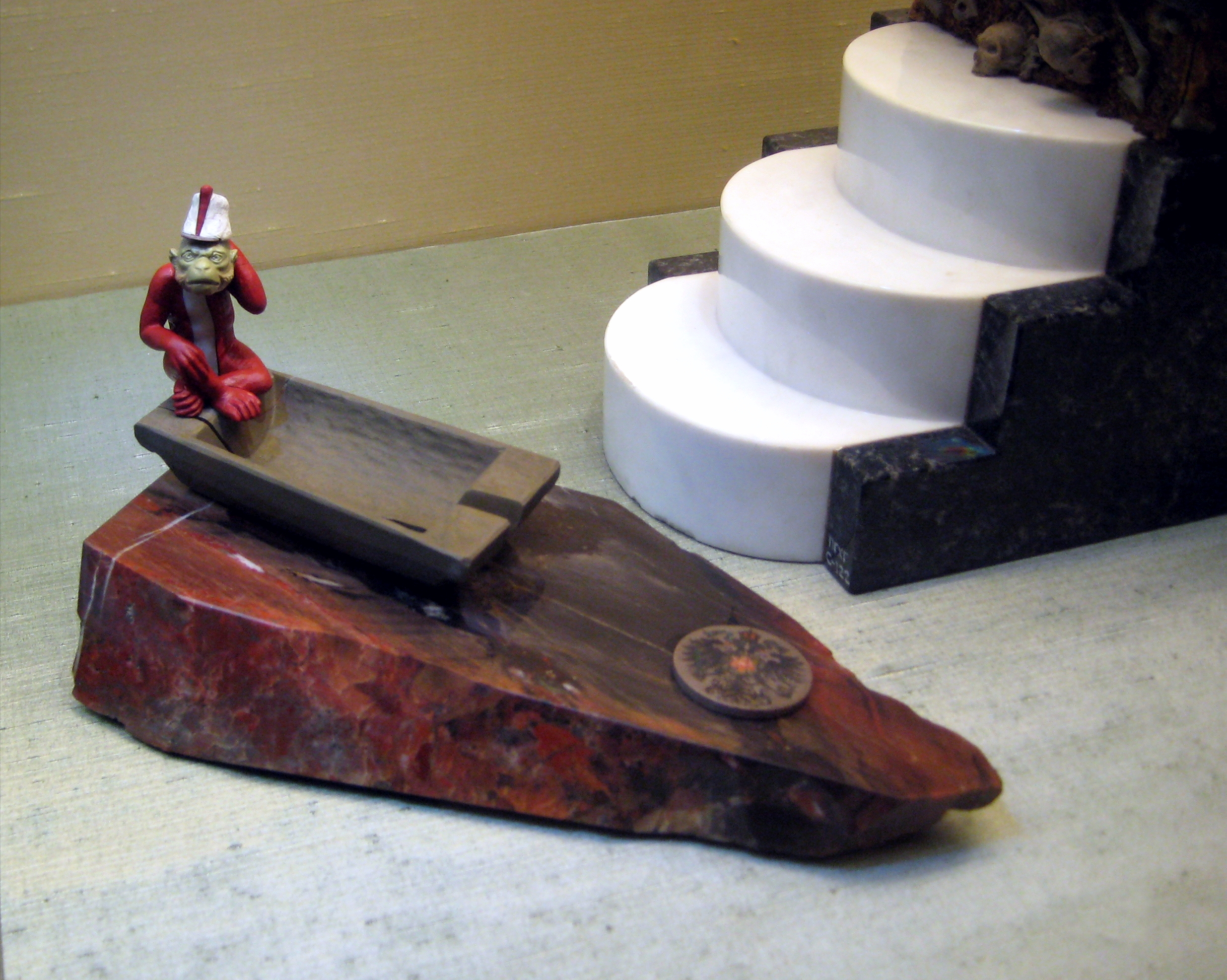
Аллегория Австро-Венгрии

Цикл первоначально состоял из четырнадцати миниатюрных скульптур, в число которых входили одиннадцать аллегорий стран-участниц и три композиции описательного содержания: «Апофеоз Вильгельма», «Поражение Германии» и «Апофеоз войны». (В число стран-участниц включены державы, принимающие участие в военных действиях на территории Европы на начало 1916 года. Это Россия, Франция, Англия, Италия, Бельгия, Сербия, Черногория — с одной стороны, и Германия, Австро-Венгрия, Болгария и Турция — с другой.) Уже после открытия выставки была добавлена двенадцатая скульптура страны, изображающая Японию. Таким образом, всего их стало пятнадцать, из которых сохранилось двенадцать.
«Скульптуры, изображающие отдельные страны, объединяются в цельный комплекс благодаря соблюдению единого „сценария“: на обязательном постаменте-подставке помещены скульптуры реального животного, человеческой фигуры или шаржированное изображение правителя той или иной страны в виде животного. Обязательным элементом является круглая пластина светлого камня с выгравированным изображением герба страны. Все сохранившиеся композиции, выполнены примерно в одном масштабе, за исключением „России“, размеры которой значительно превышают габариты остальных работ. Все композиции выполнены в популярной в то время, но чрезвычайно сложной технике „объёмной мозаики“ (то есть составлены из деталей, вырезанных из разных пород камня и скреплённых между собой штифтами и клеем)».

### Список
1. Аллегория Бельгии. Бельгия (союзница) изображена в виде льва в агрессивной позе. Лев — часть герба этой страны. Фигура выполнена из прозрачного раухтопаза, постамент — из плотного мориона. Впереди, как и во всех статуях, прикреплена пластина с гербом.
2. Аллегория Великобритании. Великобритания (союзница), изображена в виде морского льва (олицетворение величественного покоя и могущества морской державы). В зубах рыба с головой свиньи — это Германия. Фигура выполнена из обсидиана, рыба из волокнистого кварца, основание — из «льдистого» горного хрусталя и стекла с зеленоватым оттенком.
3. Аллегория Сербии. Сербия (союзница) изображена в виде ежа с обсидиановым брюшком, с агрессивно выставленными иглами из латуни. Основание выполнено из письменного гранита.
4. Аллегория Черногории. Черногория (союзница) изображена в виде орла на вершине горы. Орёл, геральдическая фигура страны, выполнен из дымчатого кварца, а гора — штуф изумруда в слюдите.
5. Аллегория Франции. Франция (союзница) изображена в виде фигуры Марианны, которая опирается на щит с изображением галльского петуха.
6. Аллегория Италии. Италия (союзница) в образе капитолийской волчицы выполнена из уральского гранита, постамент — из белого и серого мрамора.
7. Аллегория Японии. Япония (союзница) изображена в виде гранитного сокола, сидящего на металлической перчатке на малахитовой скале.
8. Ангел мира. Крылатый ангел попирает орудийный снаряд и извивающуюся змею на цепи с головой императора Вильгельма II. Ангел выполнен из белого кварца, змея — из серого плойчатого кварцита. Скульптурная группа была, вероятно, установлена на шаре.
9. Аллегория Турции. Турция (противница) изображена в виде серой жабы с турецкой феской на голове. Её передние лапы скованы металлической цепью, во рту — снаряд. Жаба — из серой вулканической породы, основание — из лазурита с пиритом. Герб по авторской задумке расколот — вероятно, символизирует поражение Турции от русской армии.
10. Аллегория Болгарии. Болгария (противница) изображена в виде вши, пьющей кровь из человеческого сердца. На голове у неё — военная фуражка болгарского царя Фердинанда I Кобургского. Вошь выполнена из халцедона, сердце — из стеклоподобного пурпурина.
11. Аллегория Германии. Германия (противница). Кайзер Вильгельм II сидит на высоком трёхступенчатом троне с надписью WILHELM II, верхом на свинье, лежащей на большой белой подушке. По периметру трона помещены рельефные изображения человеческих черепов и костей, на ступенях — кровавые следы, на подушке — чёрные кресты, символ смерти. На задней части фигуры свиньи — надпись Deutschland ueber alles. Трон из лабрадорита, подушка из белого мрамора, свинья из родонита.
12. Аллегория Австро-Венгрии. Австро-Венгрия (противница) выполнена в виде мартышки, сидящей на краю разбитого корыта. Она почёсывает затылок, глядя на «разбитый» герб Австрии. Фигура выполнена из яшмы, корыто — из серого известняка.
13. Аллегория России — медведь в скульптурной композиции «Балансирующая Россия» (похищена из музея в 1933 году)[2]. Остался лишь гравированный земной шар из горного хрусталя.
14. Германия (в виде свиньи, убегающей с награбленным добром — утеряна в 1944 году на выставке в Нижнем Тагиле)[2].
15. «Апофеоз войны» — не сохранилась.

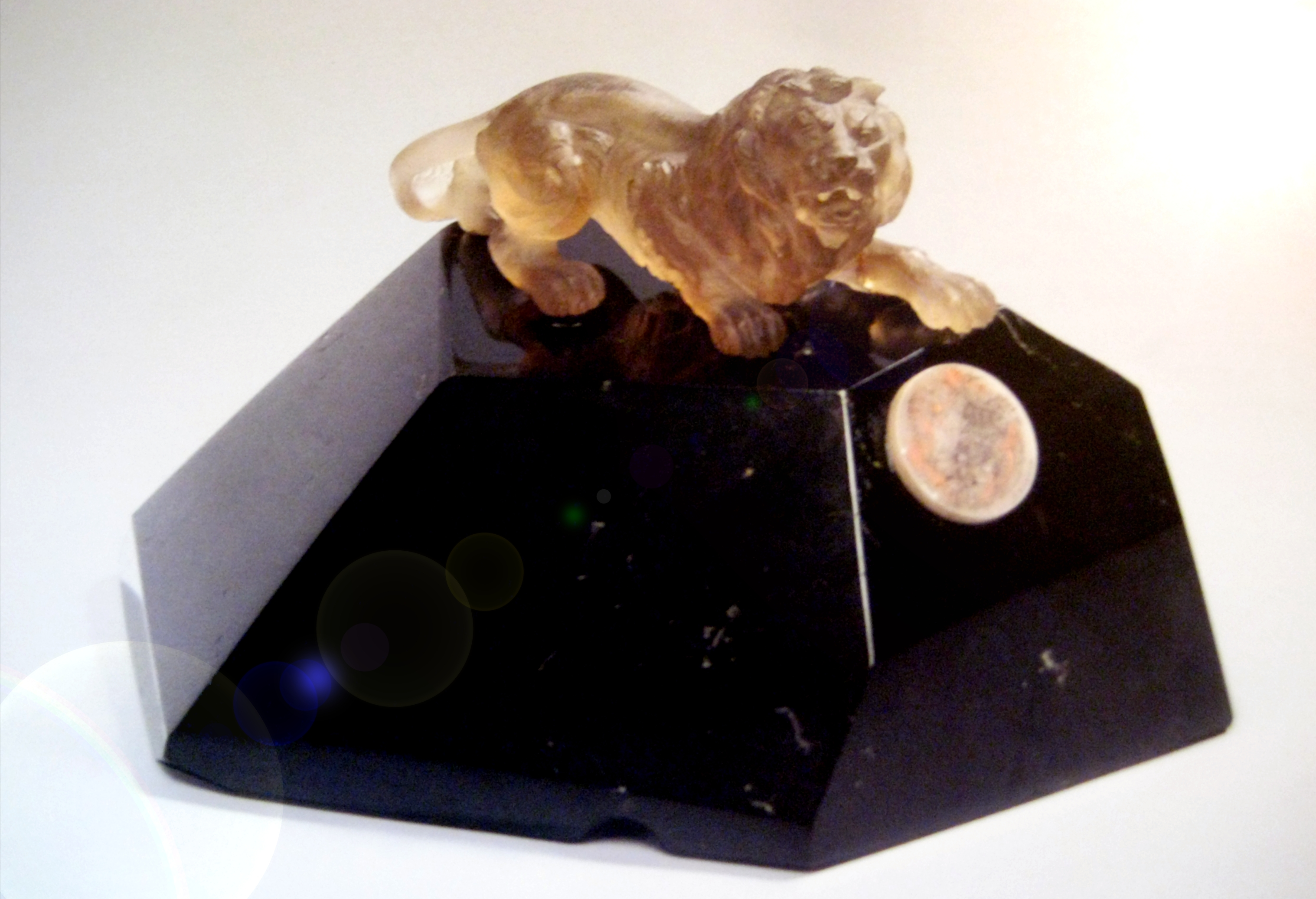
Аллегория Бельгии
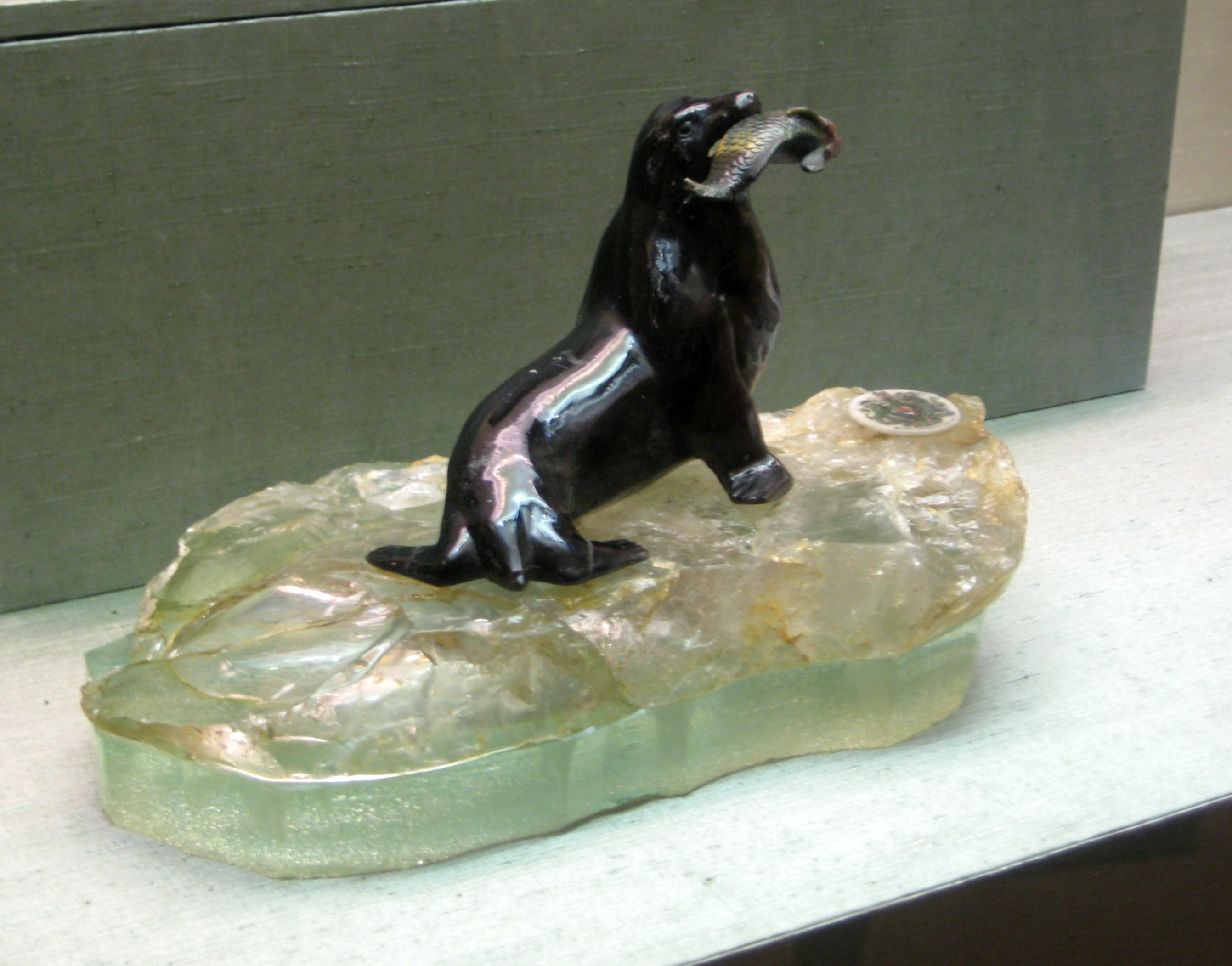
Аллегория Великобритании
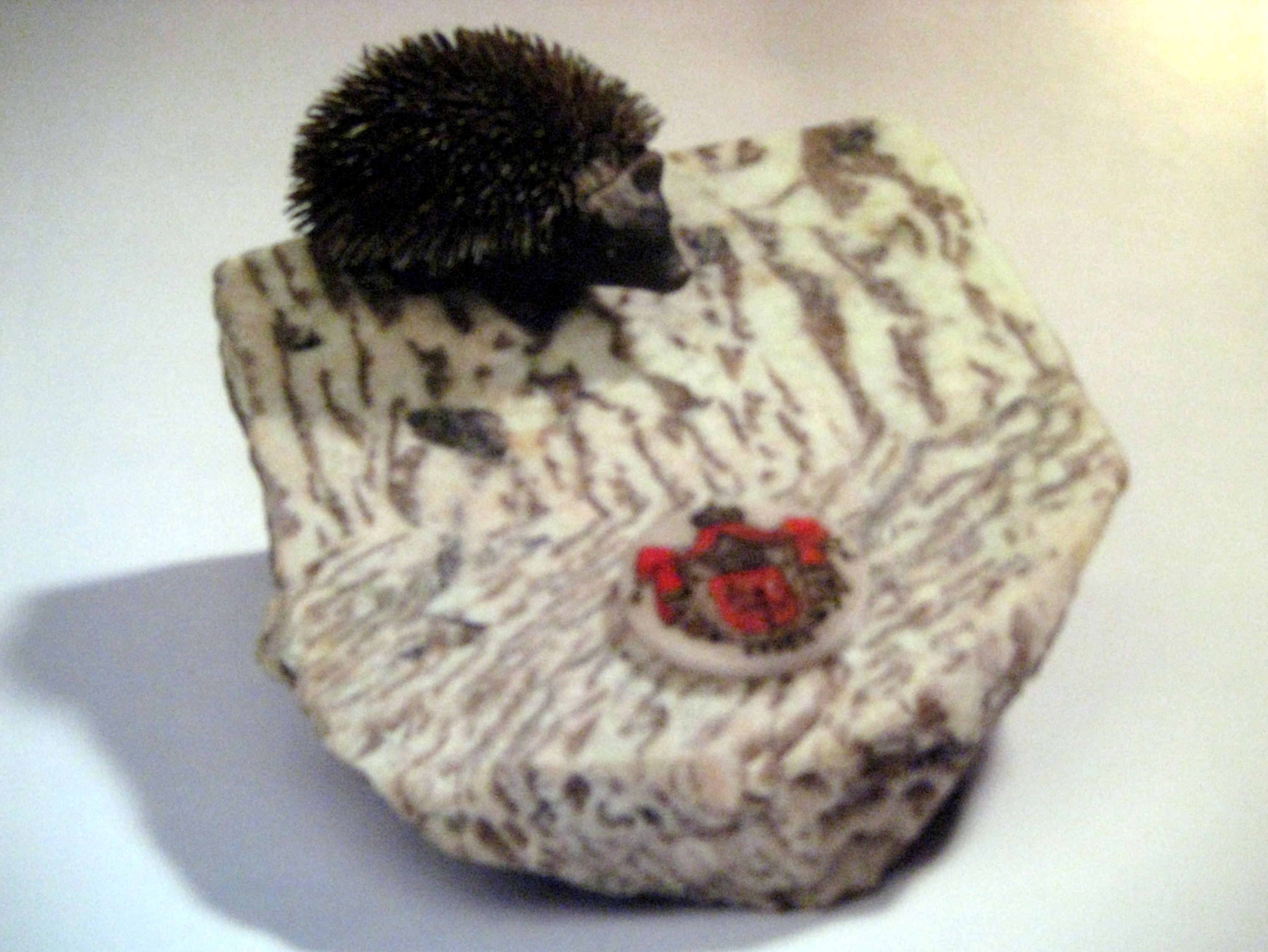
Аллегория Сербии
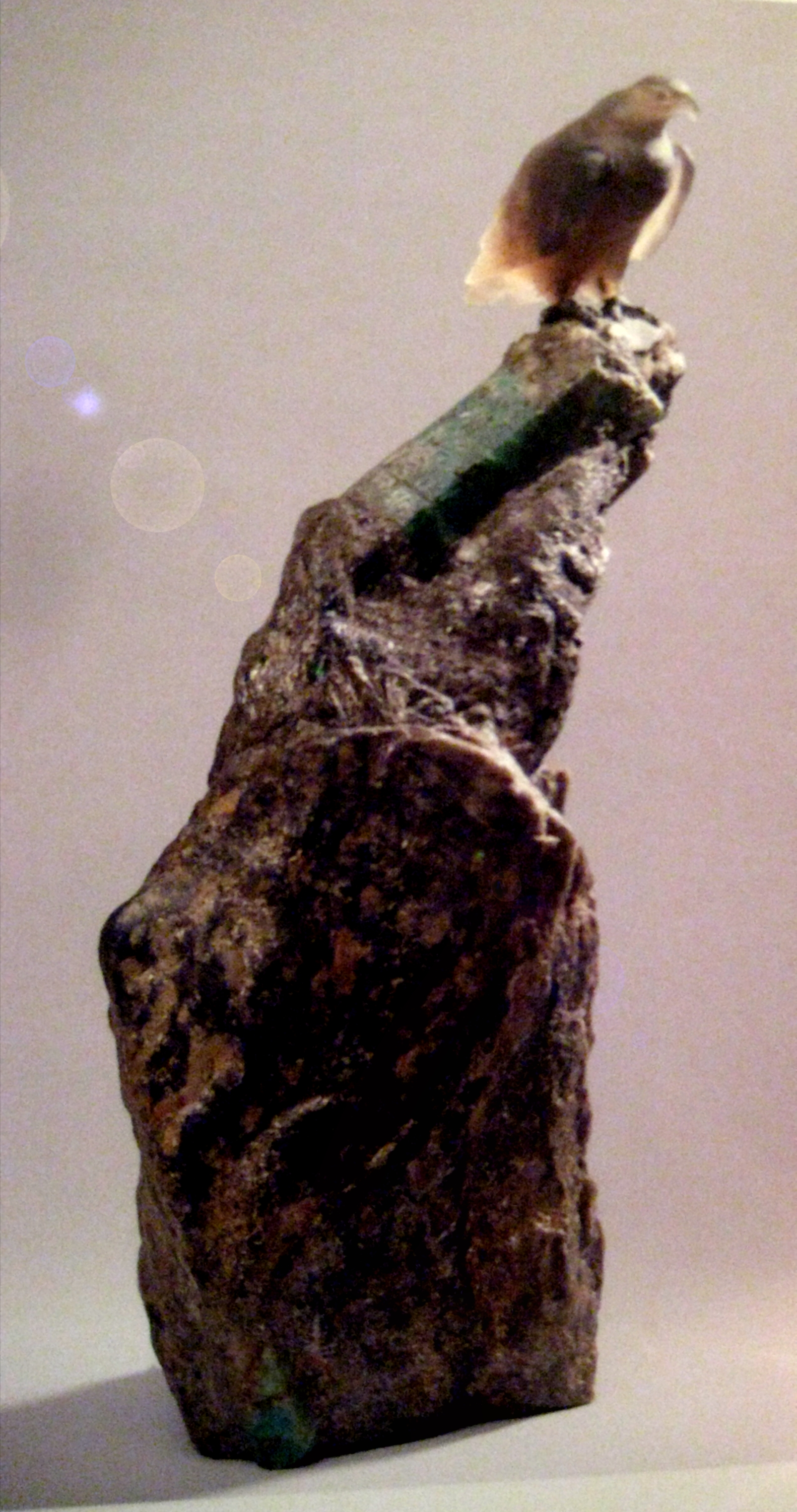
Аллегория Черногории
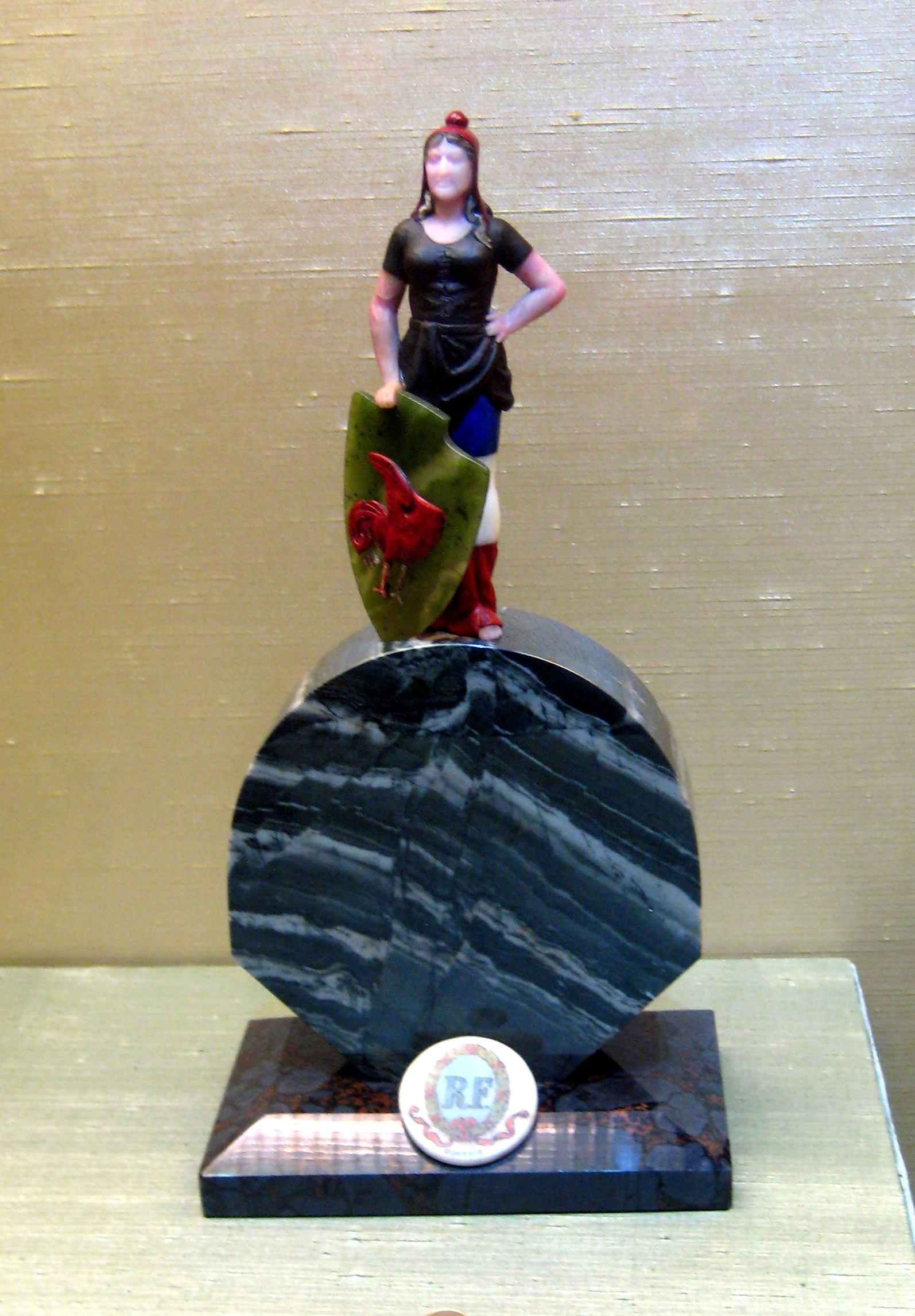
Аллегория Франции
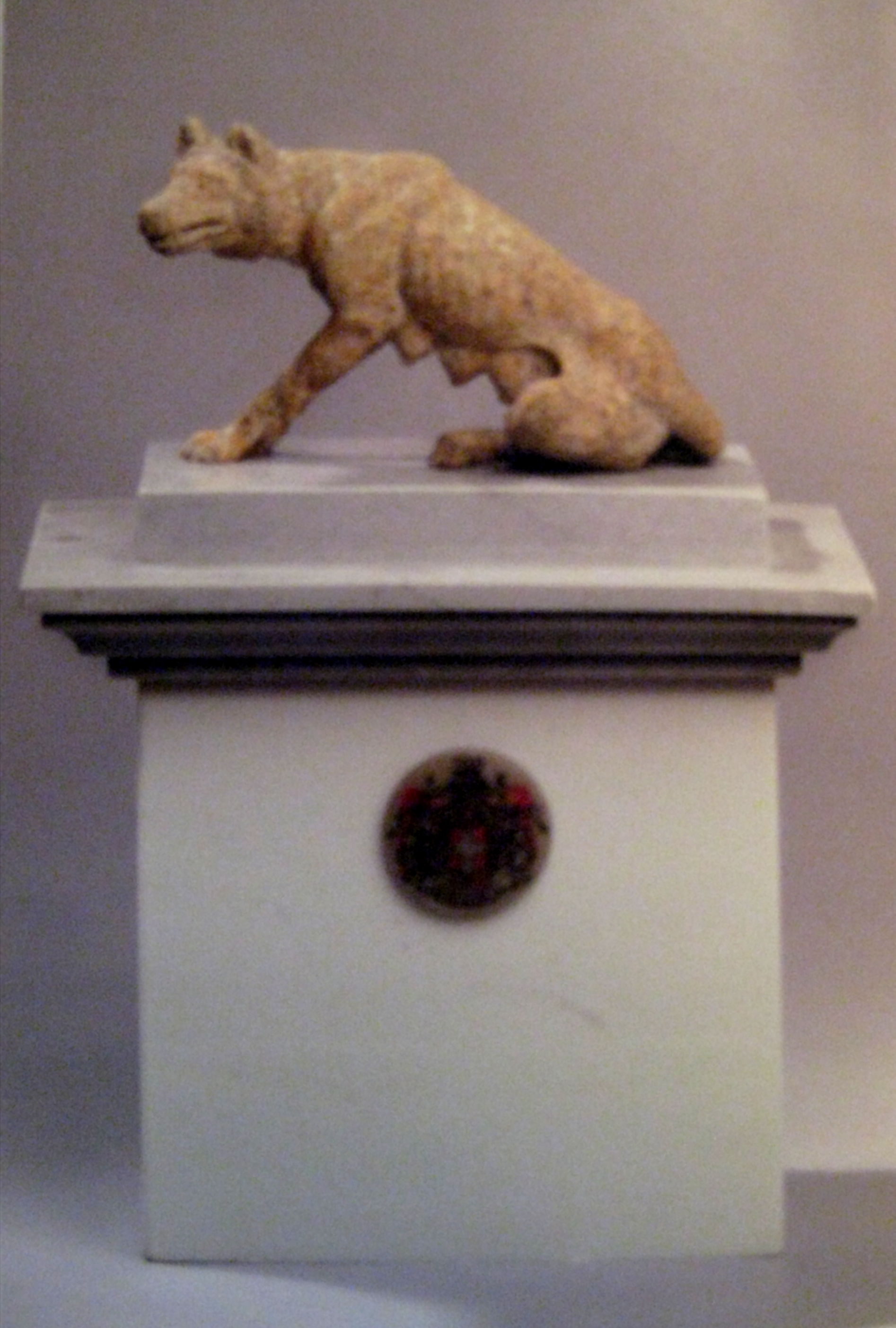
Аллегория Италии
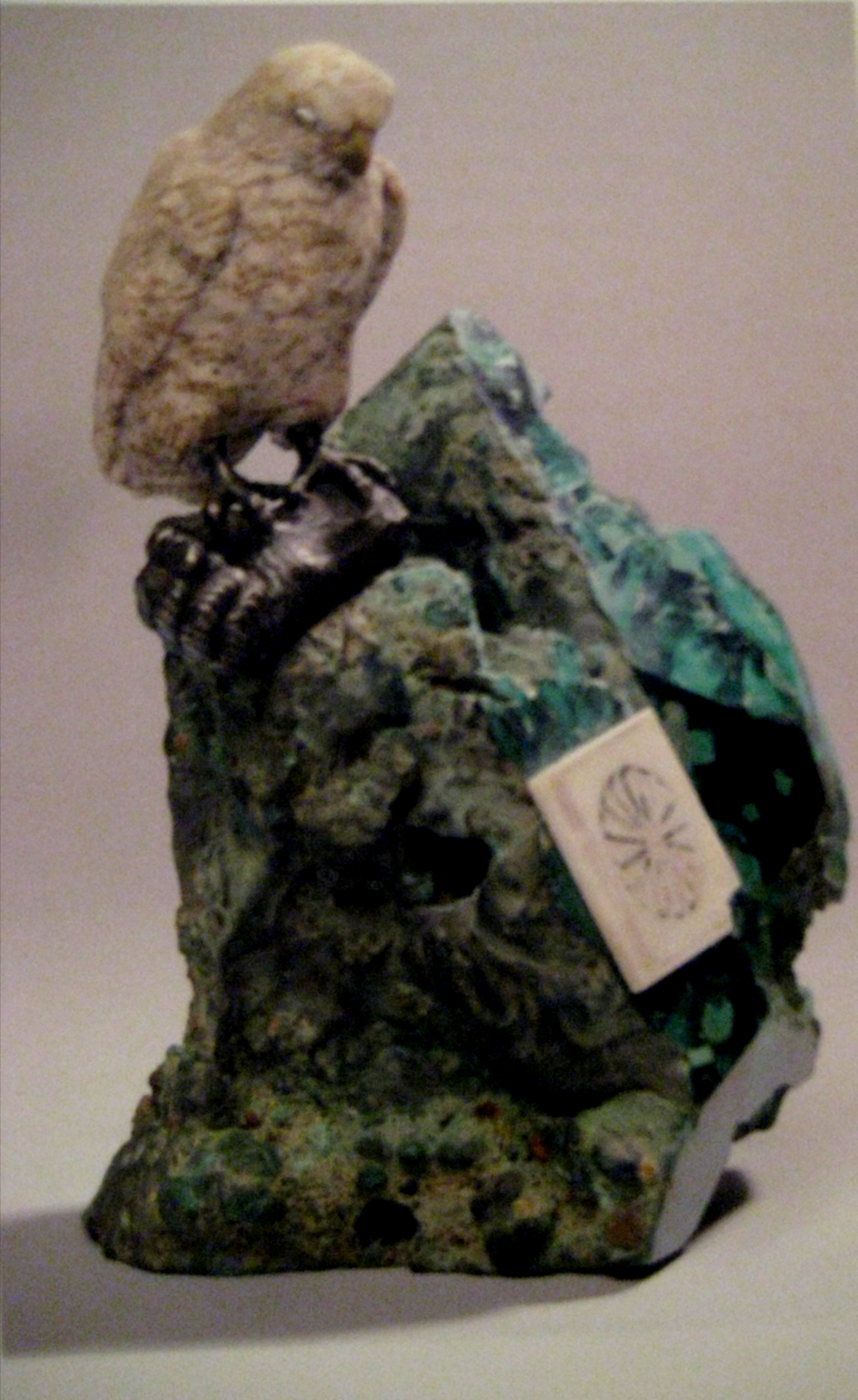
Аллегория Японии
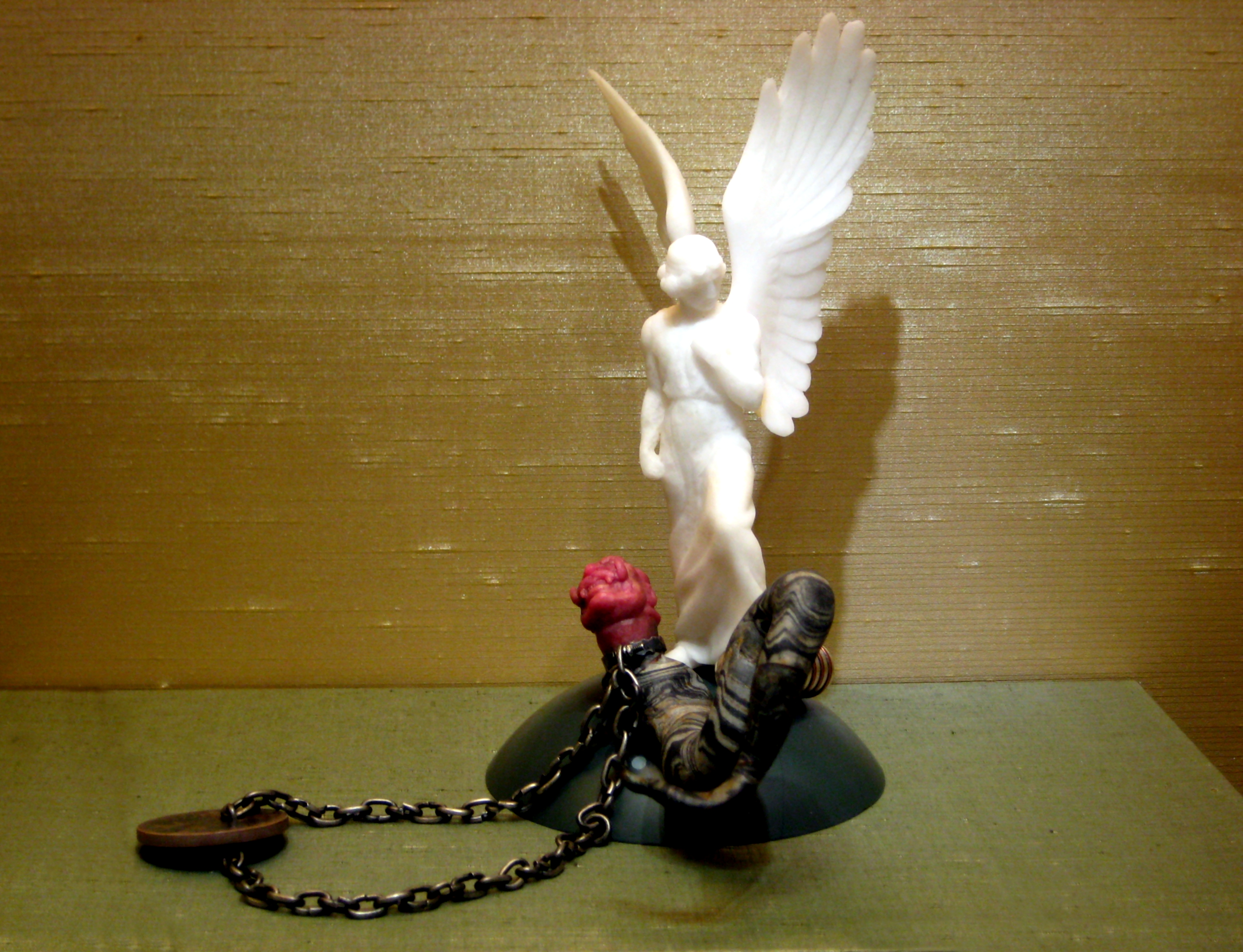
Ангел мира, попирающий снаряд и змею с головой имп. Вильгельма II
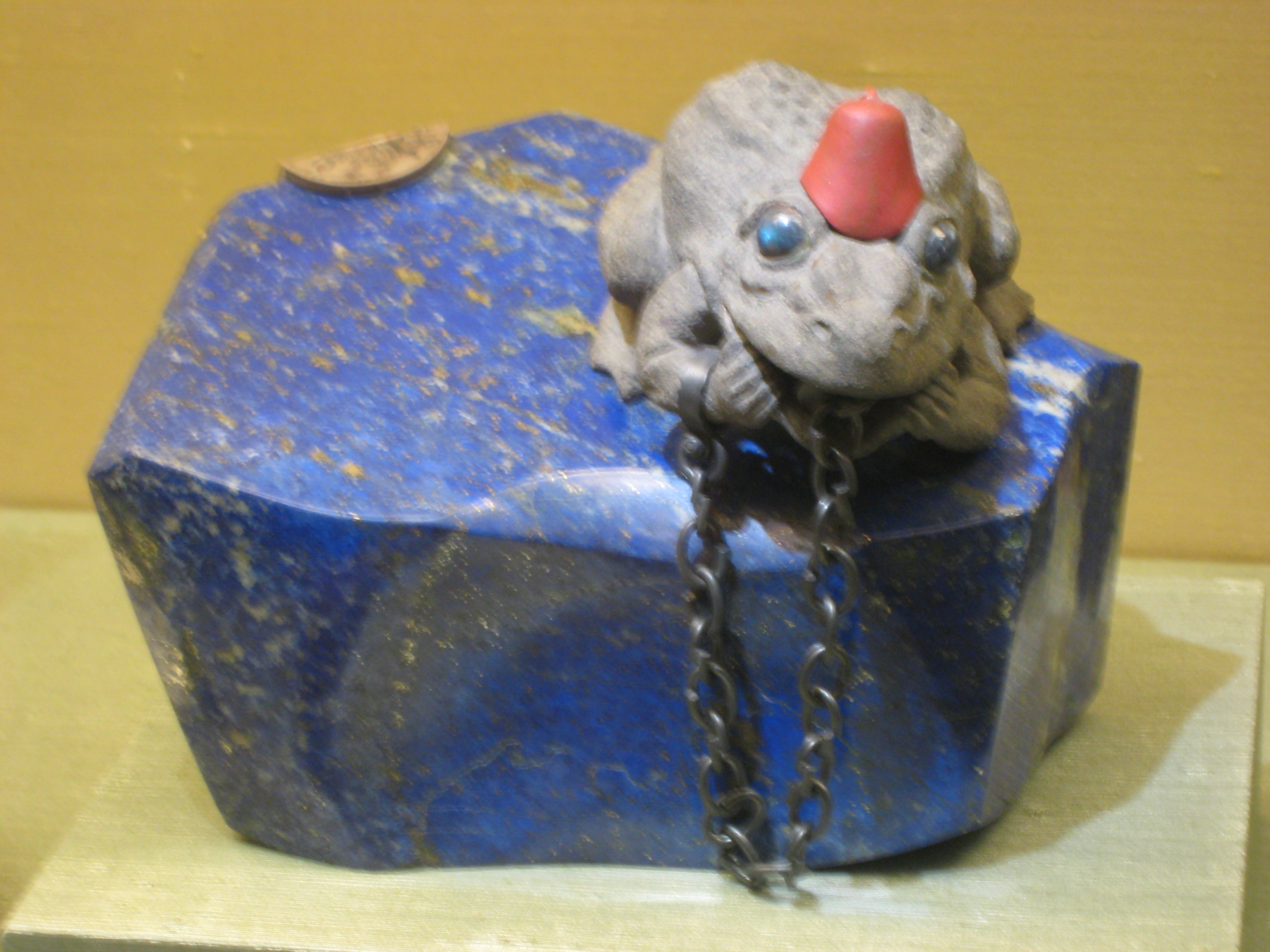
Аллегория Турции
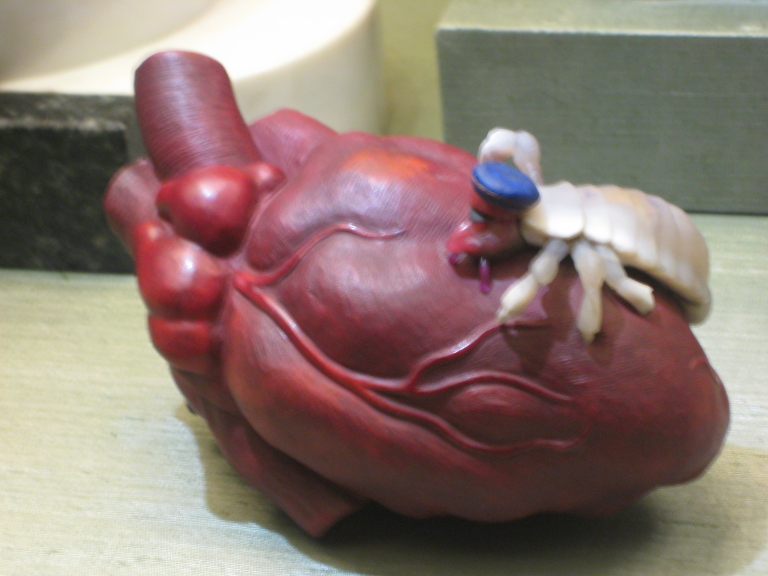
Аллегория Болгарии
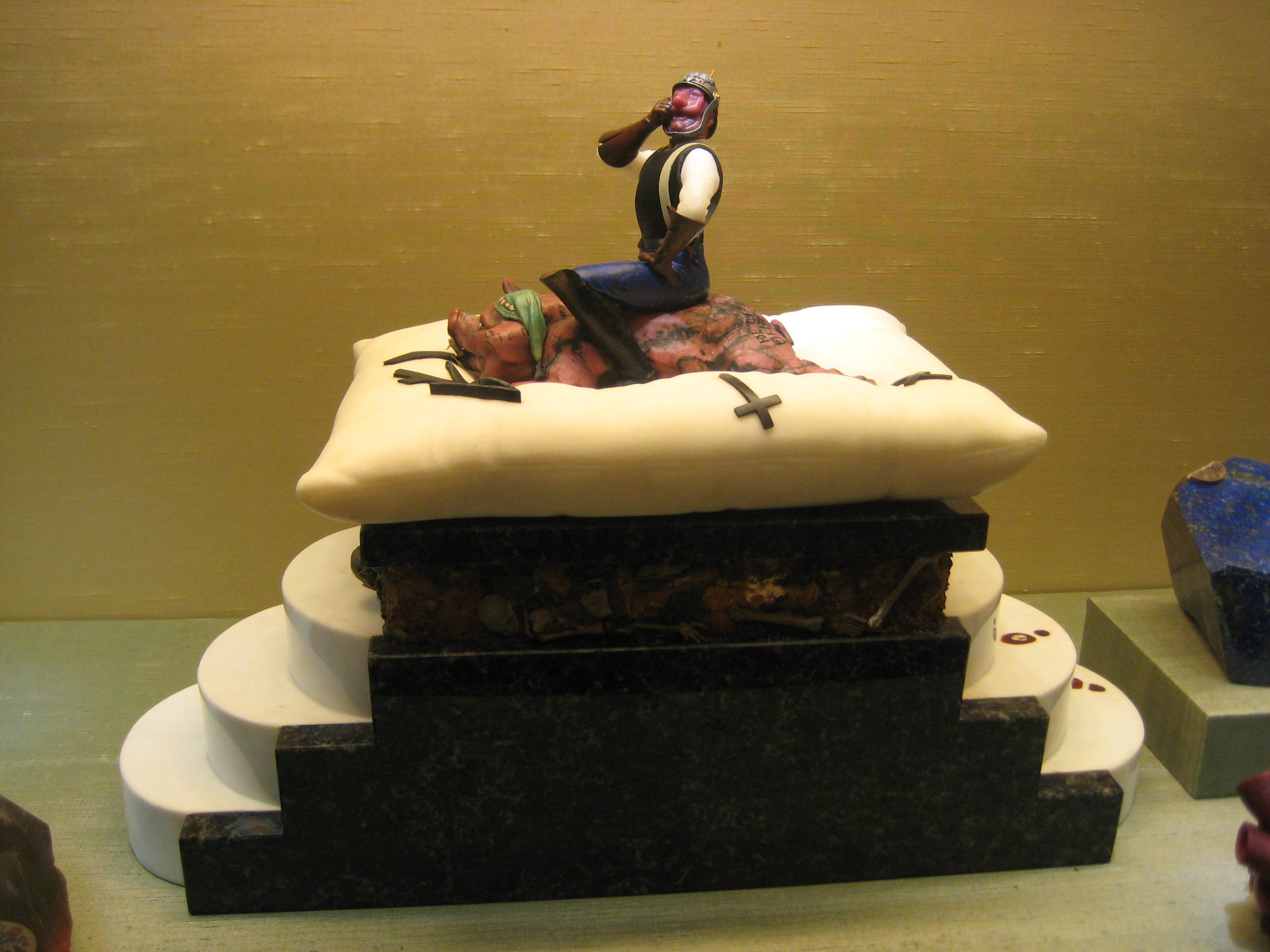
Аллегория Германии
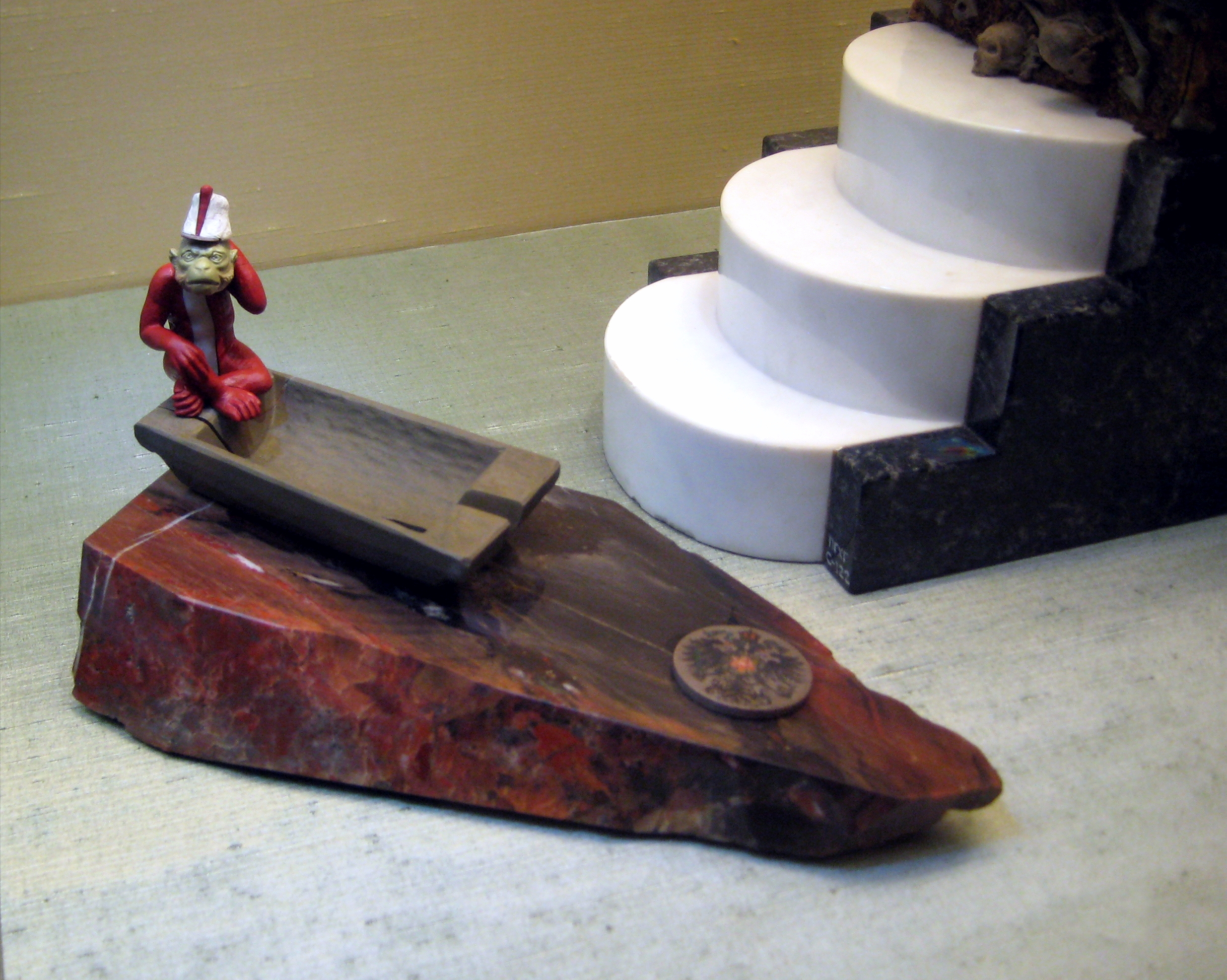
Аллегория Австро-Венгрии